# Церква Собору Прсв. Богородиці (Гломча)

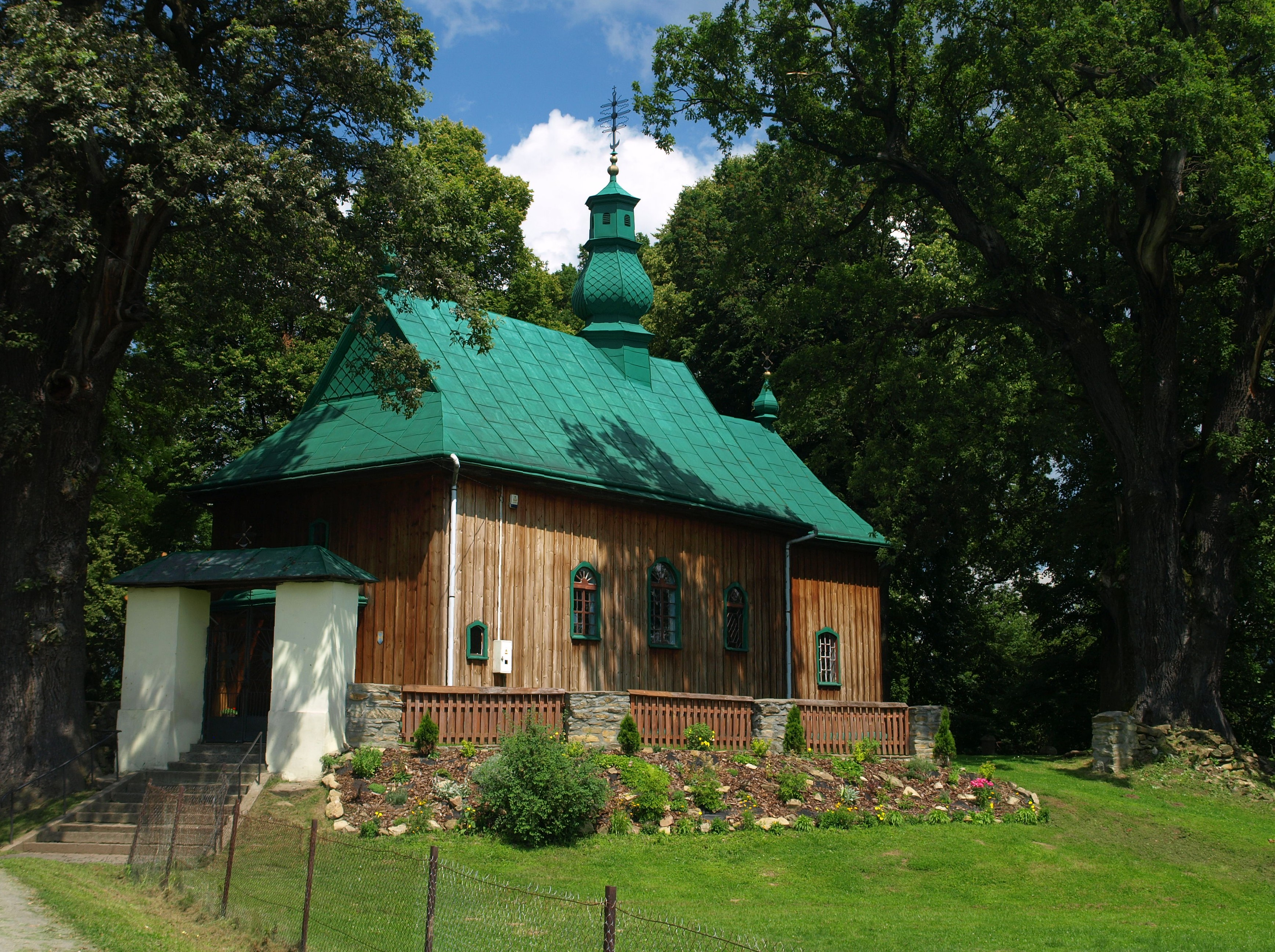
Церква Собору Прсв. Богородиці

Парафіяльна церква Собору Прсв. Богородиці розміщена у селі Гломча, сьогодні терен Польщі. Була збудована 1859 на місці давнішого храму, візитацію якого здійснив перемишльський єпископ Іван Снігурський(1836). Була відновлена 1910 року, коли поряд неї вимурували дзвіницю. Там знаходився дзвін 1668 року. Церква належала до деканату бірчанського, з 1919 сяноцького. До парафії належали філіальні церкви у селах Лодина, Мжиглод.  З 790 мешканців села 710 були українцями на 1935, коли парафію підпорядкували Апостольському Екзархату Лемківщини. З них частина була депортована 1945 до СРСР, а решта з невідомих причин не зачепила операція "Вісла" (1947) і їх не вивезли на колишні німецькі терени на заході Польщі. УГКЦ в Польщі 1947 ліквідували і селяни з 1956 намагались відновити в селі парафію. згодом до них прислали священика Польської Православної Церкви. Після відновлення 1989 в Польщі УГКЦ селяни повернулись в її лоно, внаслідок чого церква була повернута УГКЦ (1990). Церква входить до маршруту Шлях дерев’яної архітектури Підкарпатського воєводства, з грудня 1990 Пам'ятка культурної спадщини.
У церкві зберігся іконостас ХІХ ст. з пізньобароковим оздобленням. Ікони XVII ст. до 1945 були у збірці музею 2Лемківщина" у Сяноку. У Львові зберігається статут Церковного братства Гломчі 1677 року.